# Neferu I
Đối với những vương hậu cùng tên, xem thêm Neferu II và Neferu III.
Neferu I là vương hậu đầu tiên của Vương triều thứ 11 trong lịch sử Ai Cập cổ đại. Bà là vợ của pharaon Mentuhotep I. Tên của bà nghĩa là "Sắc đẹp".

## Gia quyến
Con trai của bà có lẽ là Intef I và Intef II. Nếu như vậy thì bà là bà nội của Intef III (con của Intef II) và Iah, vợ ông. Neferu được nhắc đến trên một tấm bia.
Có một số giả thuyết đã đồng nhất Neferu với Neferukhayet, người được cho là vợ của Intef II. Nếu điều này đúng thì các danh hiệu của bà sẽ là: "Vợ vua, tình yêu của ông", "Con gái của Vua" và "Niềm vinh dự của hoàng gia".